# Daumeray
Daumeray korábbi község Franciaország Loire mente régiójában, Maine-et-Loire megyében. 2017. január 1-jén Morannes-sur-Sarthe községgel egyesült és Morannes sur Sarthe-Daumeray új község része lett.
Lakosainak száma 1520 fő (2018. január 1.). Daumeray Baracé, Brissarthe, Durtal, Étriché, Huillé, Morannes-sur-Sarthe, Tiercé és Notre-Dame-du-Pé községekkel határos.

## Népesség
A település népességének változása:
| Lakosok száma | 1041 | 921  | 1090 | 1140 | 1312 | 1522 | 1526 | 1540 | 1537 | 1520 |
|               | 1968 | 1975 | 1982 | 1990 | 1999 | 2011 | 2013 | 2015 | 2017 | 2018 |